# Synagoga Szmerłowicza w Łodzi
Synagoga Szmerłowicza w Łodzi – prywatny dom modlitwy znajdujący się w Łodzi przy ulicy Wólczańskiej 137.
Synagoga została zbudowana w 1906 roku z inicjatywy A. Szmerłowicza. Mogła ona pomieścić 35 osób. Podczas II wojny światowej hitlerowcy zdewastowali synagogę.